# يين هونجبو
يين هونجبو (بالصينية: 尹鸿博) هو لاعب كرة قدم صيني في مركز الوسط، ولد في 30 أكتوبر 1989 في تشانغتشون في الصين. شارك مع منتخب الصين تحت 23 سنة لكرة القدم. أما مع النوادي، فقد لعب مع نادي هينان جيانيي.

## وصلات خارجية
- يين هونجبو على موقع قاعدة بيانات كرة القدم.إي يو (الإنجليزية)
- يين هونجبو على موقع Soccerway.com (الإنجليزية)
- يين هونجبو على موقع اللجنة الأولمبية الصينية (الإنجليزية)